# Kars van Duuren
Kars van Duuren (Tilburg, 10 februari 1920 - Eindhoven, 19 mei 1996) was een Nederlands fysicus. In de Tweede Wereldoorlog maakte hij zich verdienstelijk met verzetswerk, waaronder het vanuit bezet Nederland in veiligheid brengen van met name geallieerde militairen. Voor zijn verzetswerk werk werd Van Duuren in 1947 gedecoreerd met de Amerikaanse Medal of Freedom.

## Biografie

### Tweede Wereldoorlog
De riskante verzetsoperaties van van Duuren verliepen veelal met nachtelijke kanotochten door de Biesbosch, een gebied dat hij goed kende. Een van de geallieerde militairen die Kars van Duuren naar bevrijd gebied bracht was de Britse (van oorsprong Australische) generaal John Hackett, die van Duuren in dit verband memoreerde in zijn boek I was A Stranger.
Ook zijn broer Lodewijk van Duuren, een van de medeoprichters van het dagblad Trouw, was actief in het verzet. Lodewijk werd echter in december 1943, na verraad, door de Duitse bezetter gearresteerd en later, op 9 augustus 1944, gefusilleerd in Kamp Vught.

### Naoorlogse periode
Na de oorlog voltooide van Duuren zijn studie aan de Vrije Universiteit in Amsterdam, waar hij later ook promoveerde. Een groot deel van zijn carrière werkte van Duuren voor Philips in Eindhoven.